# Cementerio Saint-Vincent

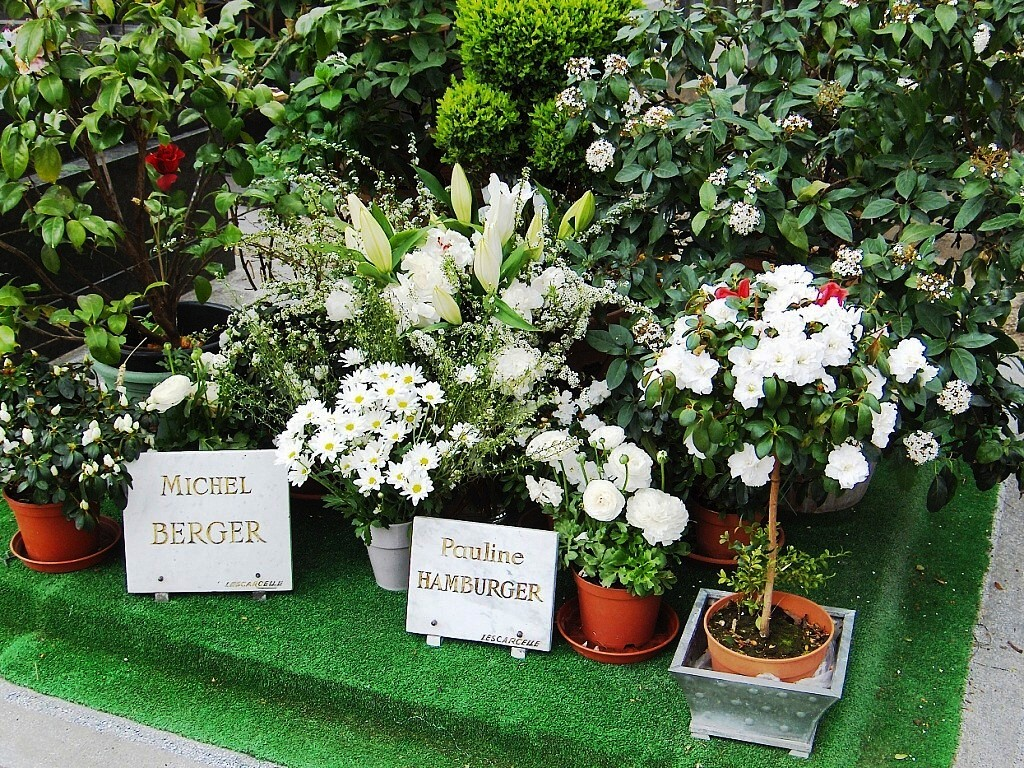
tumba de Michel Berger

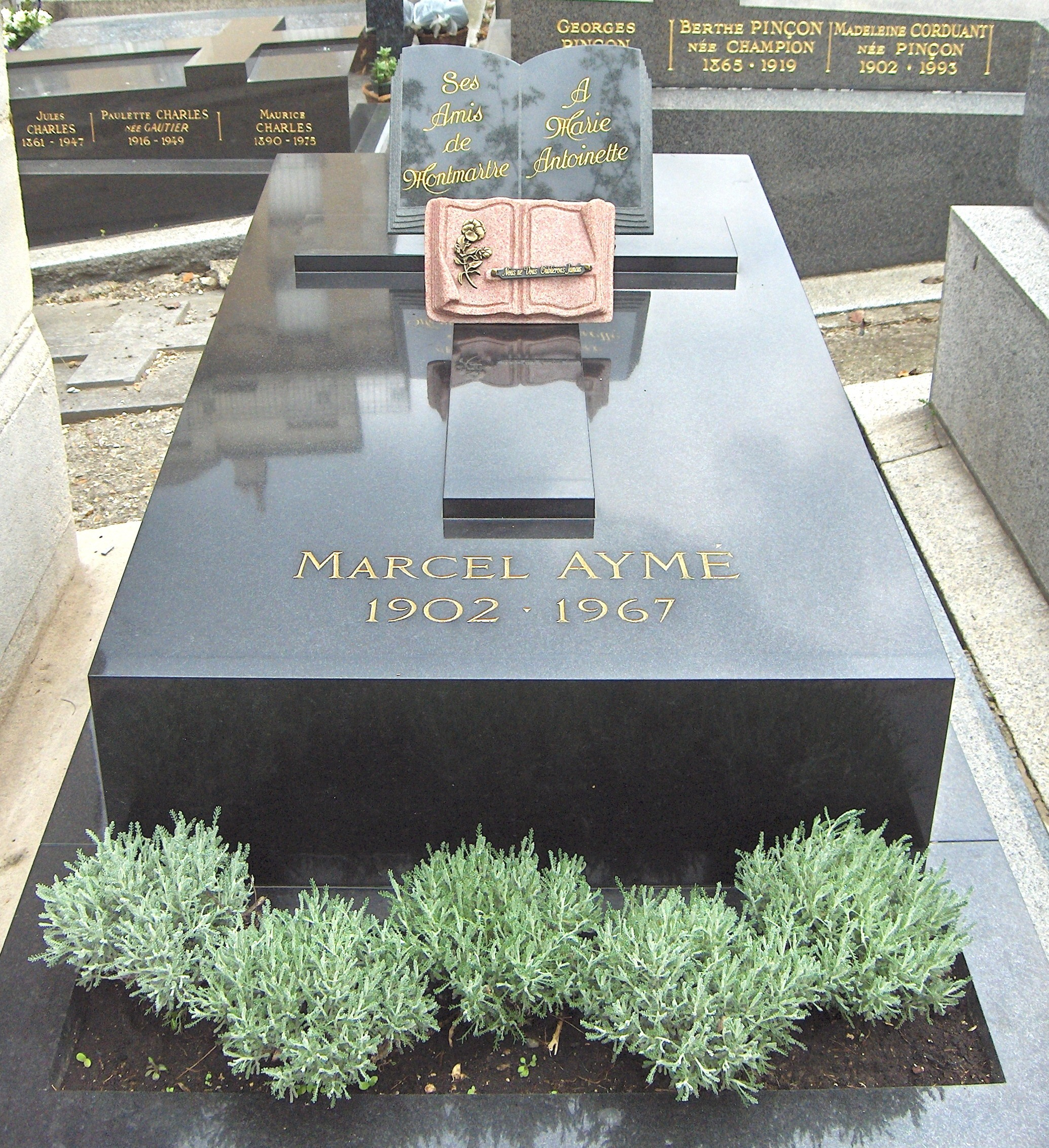
tumba de Marcel Aymé

El cementerio Saint-Vincent está situado en la rue Lucien-Gaulard en el 18 distrito de París, en el barrio de Montmartre. Abrió sus puertas el 5 de enero de 1831.
Es uno de los tres cementerios de Montmartre, con el cementerio del Calvaire, a un costado de la iglesia Saint-Pierre de Montmartre, y el cementerio del Norte, habitualmente llamado cementerio de Montmartre.

## Personalidades inhumadas
El cementerio Saint-Vincent cuenta con alrededor de 900 tumbas. Algunas de ellas son las siguientes:
- Marcel Aymé (1902-1967), escritor
- Harry Baur (1880-1943), actor
- Eugène Boudin (1824-1898), pintor
- Marcel Carné (1906-1996), cineasta
- Louis-Robert Carrier-Belleuse (1848-1913), pintor y escultor
- Jules Chéret (1836-1932), cartelista
- Roland Dorgelès (1885-1973), escritor
- André Gabriello (1896-1975), actor
- David Gruby (1810 -1898), médico húngaro. Su tumba tiene un retrato realizado por el escultor Georges Henri Lemaire
- Arthur Honegger (1892-1955), compositor
- Désiré-Émile Inghelbrecht (1880-1965), compositor y director de orquesta
- Gen Paul (1895-1975), pintor
- Gustave Victor Quinson (1868-1943), escritor
- Max Révol (1894-1967), actor
- Paul Sédir (Yvon Le Loup) (1871-1926), escritor, filósofo
- Théophile Steinlen (1859-1923), pintor
- Maurice Utrillo (1883-1955), pintor
- Roland Lesaffre (1927-2009), actor
- Michel Berger, músico

## Transporte
este lugar está comunicado con la estación de Metro: Lamarck - Caulaincourt.